# Bẫy

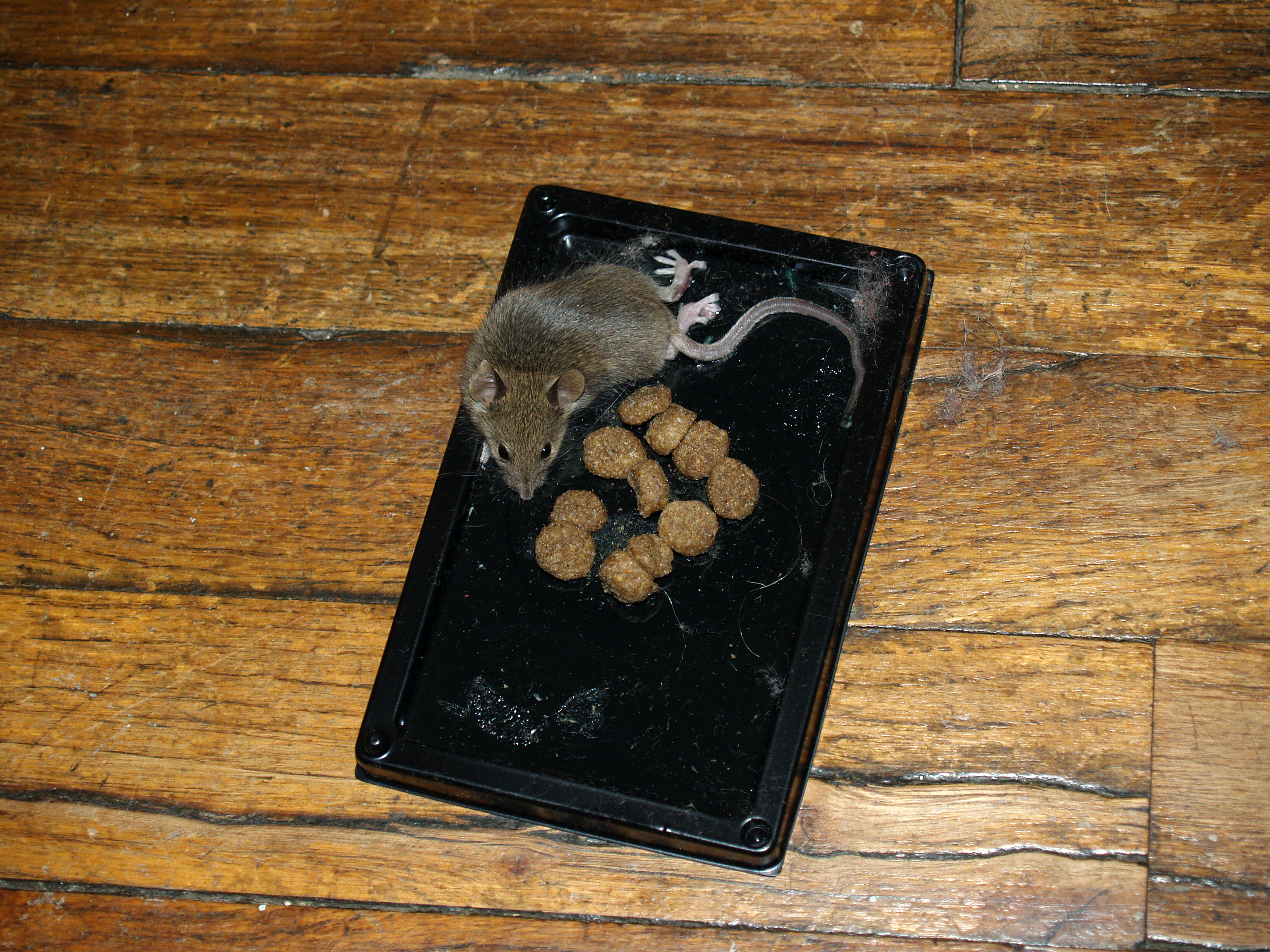
Một chiếc bẫy chuột và con chuột đã dính bẫy

Bẫy hay cạm thú (tiếng Anh: animal trapping hay trapping) là một dụng cụ được thiết kế, giăng đặt với mưu mẹo và toan tính nhằm mục đích đưa con vật sa vào tình huống bất lợi gọi là sa bẫy hay rơi vào bẫy (bị bắt, bị kẹt, bị giam cầm), đem lại phần lợi và chủ động cho người chủ mưu đặt bẫy/cạm. Từ bẫy/cạm còn có thể dùng như động từ để diễn tả hành động dùng chiếc bẫy để phục vụ mục đích của mình. Trong một số trường hợp, con người dùng bẫy để hạn chế sự ảnh hưởng tiêu cực của loài vật đến đời sống và sinh hoạt của mình, trong đó phổ biến nhất cần phải kể đến bẫy chuột, bẫy ruồi, bẫy gián.
Với trí khôn và mưu chước hơn loài vật, con người thiết kế các loại bẫy khác nhau tùy vào đặc trưng của mỗi loài, để lừa con vật vào bẫy nhằm hạn chế sức mạnh bản năng của chúng để con người, với sức mạnh sinh học yếu hơn, có thể chế ngự và bắt chúng để sử dụng phục vụ cho nhu cầu của mình, có thể giết thịt hoặc lấy các bộ phận cơ thể con vật làm thuốc hoặc đồ trang sức. Hầu hết mồi nhử dùng để câu nhử các loài vật sa bẫy là thức ăn để khêu gợi tính tham ăn có bản chất hoang dã của động vật và chỉ có những con vật thật khôn ngoan, có kinh nghiệm mới may mắn thoát khỏi những cạm bẫy do con người giăng đặt.

## Các loại bẫy
Hầu hết các loại bẫy hiện đang được sử dụng cho động vật có vú có thể được chia thành sáu loại: bẫy giữ chân, bẫy kẹp cơ thể, snare, bẫy deadfall, bẫy lồng và bẫy keo.

### Bẫy giữ chân

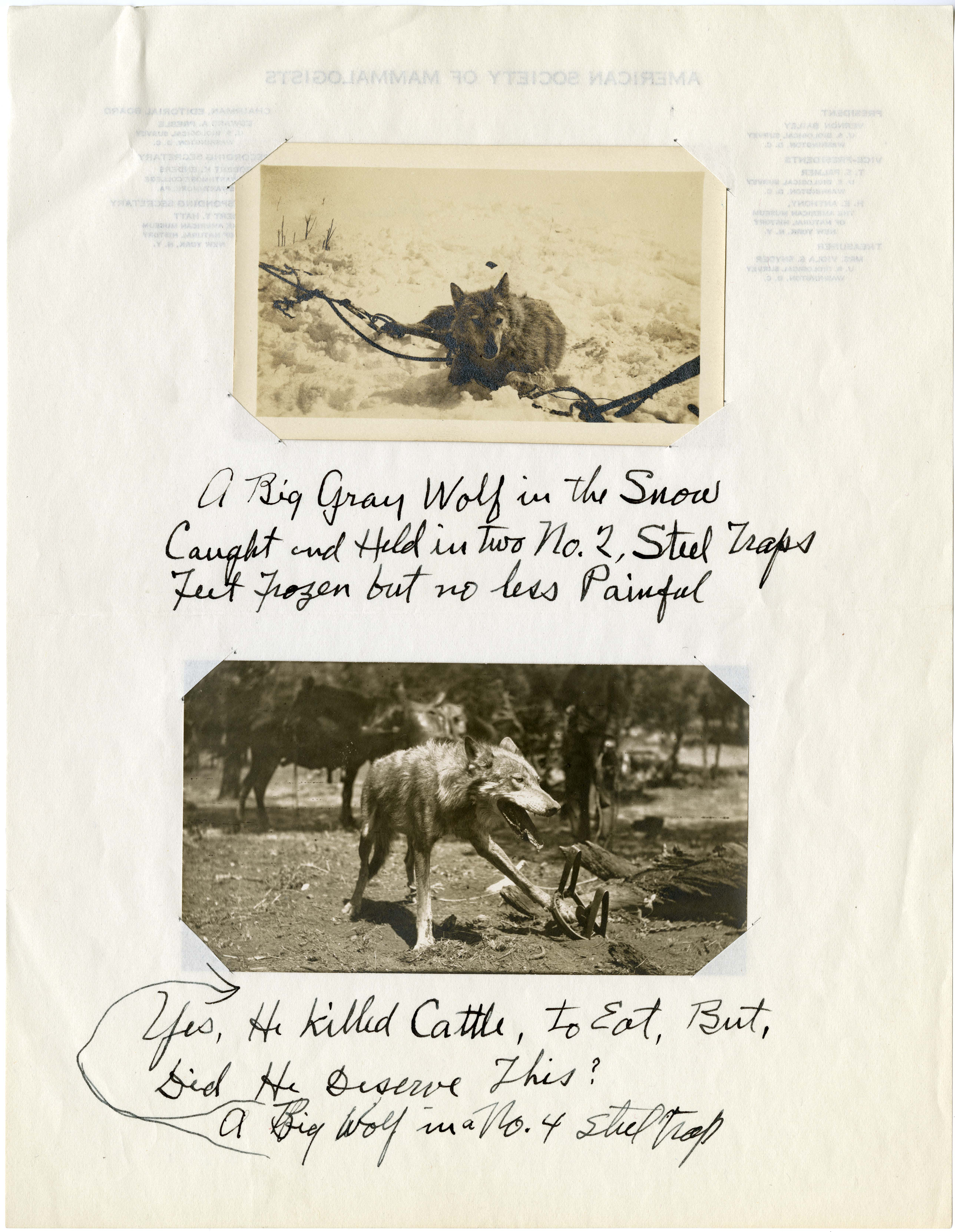
Một mục nhật ký có các bức ảnh về những con sói xám trong bẫy của Vernon Orlando Bailey, 1909-1918

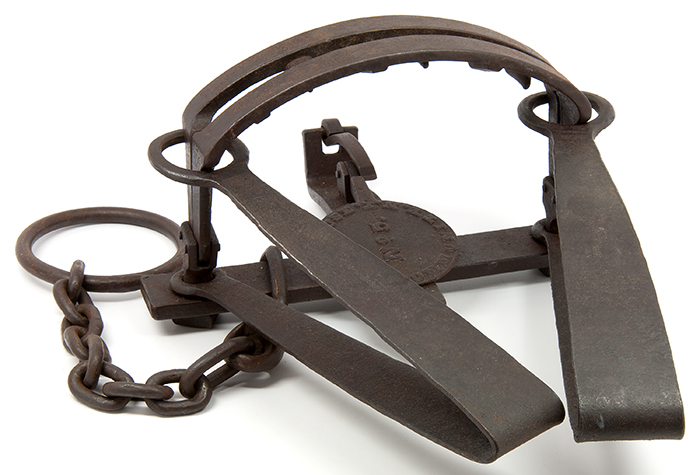
Bẫy gấu đôi bằng thép lò xo (số 5, S. Newhouse) được sản xuất tại Oneida Community ở Oneida, New York vào giữa thế kỷ XIX. Bẫy có một dây xích với một chốt xoay ở một đầu và một vòng ở đầu kia; các gai trên hàm của nó hướng vào trong. Bẫy loại này thường được sử dụng để bẫy gấu đen và được đặt bằng kẹp (những loại này không được sử dụng nữa)

Bẫy giữ chân được phát minh lần đầu tiên để ngăn những kẻ săn trộm ra khỏi các điền trang châu Âu vào những năm 1600 (xem Mantrap (bẫy). Những người thợ rèn đã làm bẫy sắt vào đầu những năm 1700 cho những người đánh bẫy. Đến những năm 1800, các công ty bắt đầu sản xuất bẫy giữ chân bằng thép.
Bẫy đã sửa đổi hiện có sẵn với hàm bù, hoặc cán mỏng, hoặc cả hai, giúp giảm áp lực lên chân của động vật. Bẫy cũng có sẵn với một hàm đệm, có chèn cao su bên trong hàm để giảm chấn thương cho động vật. Tuy nhiên những cái bẫy này có thể đắt hơn. Một chiếc bẫy giữ chân số 3 duy nhất có quai hàm dài 6 inch và thường được sử dụng để bẫy hải ly và sói đồng cỏ có giá khoảng 10 đến 20 đô la tùy thuộc vào sản xuất, trong khi một cái hàm có đệm hoặc bẫy "Soft Catch" có thể có giá từ 12 đến 20 đô la. Các loại bẫy ngày nay được thiết kế đặc biệt với nhiều kích cỡ khác nhau cho các loài động vật có kích thước khác nhau, giúp giảm thương tích. Các chiến dịch chống lấy lông thú đã phản đối bẫy giữ chân và tuyên bố rằng một con vật bị mắc vào bẫy giữ chân sẽ thường xuyên nhai chân để thoát khỏi bẫy, trong khi Liên minh Quyền lợi Động vật Quốc gia tuyên bố rằng các bẫy giữ chân hiện đại đã được thiết kế để giữ động vật một cách nhân đạo. càng tốt để giảm tỷ lệ con vật chống chọi với bẫy, có thể tự làm bị thương hoặc sơ hở trong quá trình này.
Một số nghiên cứu chỉ ra rằng ở các bang của Hoa Kỳ đã cấm sử dụng bẫy giữ chân, các vấn đề khác đã nảy sinh. Tại Massachusetts, dân số hải ly đã tăng từ 24.000 con năm 1996 lên hơn 70.000 con vào năm 2001. Các cuộc tấn công của sói đồng bào đối với con người tăng từ 4 lên 10 con mỗi năm, trong khoảng thời gian 5 năm sau lệnh cấm năm 1998 đối với bẫy giữ chỗ ở Nam California.
Các nhà sản xuất loại bẫy mới hơn được thiết kế để chỉ hoạt động trên gấu mèo được gọi là bẫy chống chó. Những chiếc bẫy này nhỏ và dựa vào tính chất nắm bắt của gấu mèo để kích hoạt bẫy. Chúng được bán dưới dạng còng coon (coon cuff), máy bắt cướp (bandit buster) và bẫy trứng chỉ để đặt tên cho một số ít.
Tại Việt Nam, bẫy có tên là bẫy kiềng theo hình dạng vòng và có lẫy được buộc, ràng chung-quanh với cái niền hay với dây.

### Bẫy kẹp cơ thể/ Conibear

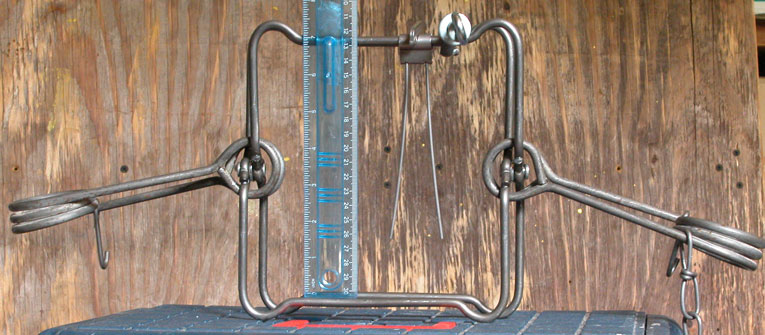
Bẫy kẹp cơ thể/ Conibear mẫu 220 được đặt.

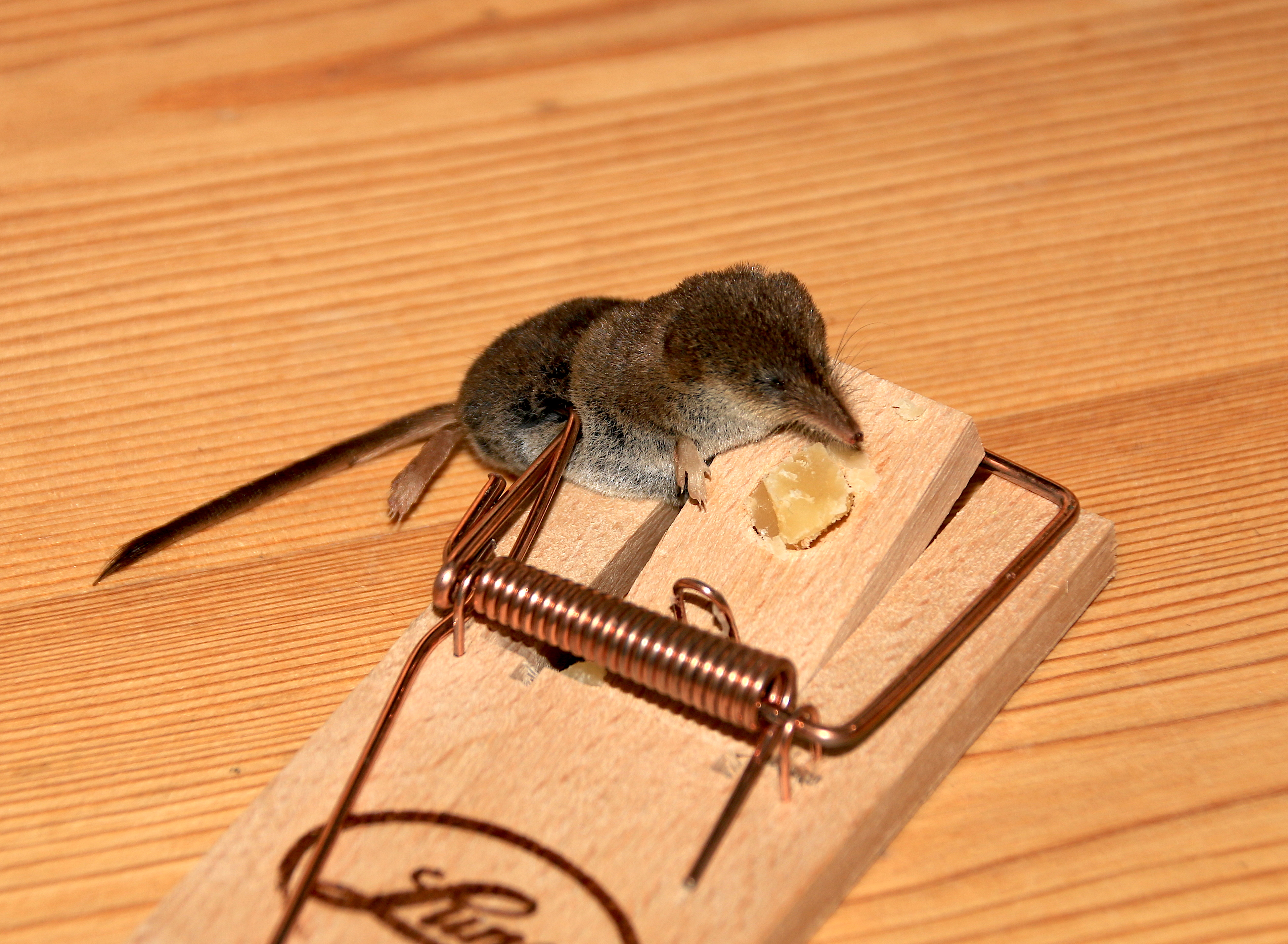
Chuột chù bị bẫy

Bẫy kẹp cơ thể được thiết kế để giết động vật một cách nhanh chóng. Chúng thường được gọi là bẫy "Conibear" theo tên nhà phát minh người Canada Frank Conibear, người bắt đầu chế tạo vào cuối những năm 1950 với tên gọi bẫy Victor-Conibear. Nhiều người đánh bẫy coi những chiếc bẫy này là một trong những cải tiến bẫy hay nhất của thế kỷ 20; khi chúng hoạt động như dự định, những con vật bị kẹp cổ sẽ nhanh chóng bị giết, và do đó không để lại đau đớn hoặc có cơ hội chạy thoát.
Danh mục chung của các loại bẫy kẹp cơ thể có thể bao gồm bẫy chuột và bẫy chuột lớn kiểu chụp nhanh, nhưng thuật ngữ này thường được sử dụng để chỉ các loại bẫy lớn hơn, hoàn toàn bằng thép được sử dụng để bắt động vật có lông. Những chiếc bẫy lớn hơn này được làm từ các thanh thép tròn uốn cong và có nhiều kích cỡ bao gồm kiểu #110 hoặc #120 với kích thước khoảng 5 nhân 5 inch (130 nhân 130 mm) đối với chuột xạ hương và chồn, mẫu #220 ở khoảng 7 nhân 7 inch (180 nhân 180 mm) cho gấu trúc và thú có túi, và mẫu #330 ở khoảng 10 nhân 10 inch (250 nhân 250 mm) cho hải ly và rái cá.
Động vật có thể bị dụ vào bẫy kẹp chặt cơ thể bằng mồi, hoặc bẫy có thể được đặt trên đường đi của động vật để bắt động vật khi nó đi qua. Trong mọi trường hợp, điều quan trọng là con vật phải được hướng dẫn vào đúng vị trí trước khi bẫy được kích hoạt. Bộ kích hoạt tiêu chuẩn là một cặp khung dây kim loại kéo dài giữa các hàm của bẫy đặt. Các khung dây có thể được uốn thành nhiều hình dạng khác nhau, tùy thuộc vào kích thước và hành vi của động vật mục tiêu. Bộ kích hoạt được sửa đổi bao gồm chảo và que mồi. Bẫy được thiết kế để đóng vào cổ và / hoặc thân của động vật. Khi đóng ở cổ, nó sẽ đóng khí quản và các mạch máu lên não, và thường làm gãy cột sống; con vật bất tỉnh trong vài giây và chết ngay sau đó. Nếu nó đóng trên bàn chân, cẳng chân, mõm hoặc các bộ phận khác của động vật, kết quả sẽ khó dự đoán hơn.
Đạo đức về bẫy kêu gọi các biện pháp phòng ngừa để tránh vô tình giết chết các loài không phải mục tiêu (bao gồm cả động vật trong nhà và con người) bằng bẫy kẹp chặt cơ thể.
Thuật ngữ "bẫy kẹp cơ thể" thường được những người ủng hộ bảo vệ động vật sử dụng để mô tả bất kỳ loại bẫy nào có thể kìm hãm một con vật bằng cách giữ chặt bất kỳ bộ phận nào trên cơ thể của nó. Theo nghĩa này, thuật ngữ này được định nghĩa để bao gồm bẫy giữ bàn/cẳng chân, bẫy kiểu Conibear, bẫy snare và dây hãm; nó không bao gồm bẫy lồng hoặc bẫy hộp để hạn chế động vật chỉ bằng cách chứa chúng bên trong lồng hoặc hộp mà không gây áp lực lên động vật; nó thường không bao gồm các bẫy kiểu vali để hạn chế động vật bằng cách chứa chúng bên trong lồng dưới áp lực.
Tại Việt Nam, bẫy có tên là bẫy bán nguyệt do hình nửa vòng tròn và có lò xo bật hàm để kẹp chuột mắc bẫy.

### Bẫy deadfall

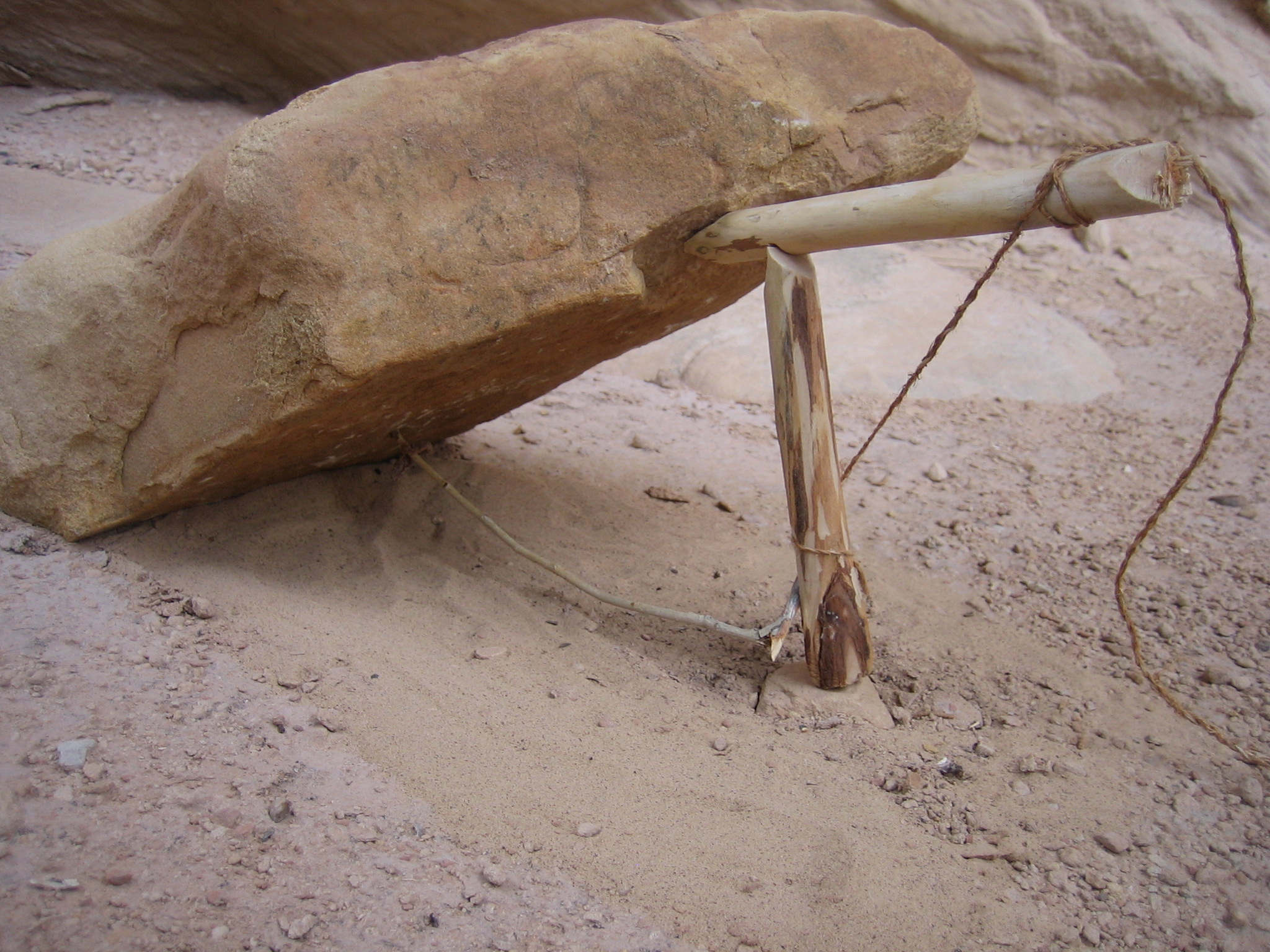
Một chiếc bẫy deadfall nhỏ kiểu Paiute, được làm bằng dây thừng dogbane.

Bẫy deadfall, hay ngã/rơi đè chết, là một tảng đá hoặc khúc gỗ nặng bị nghiêng một góc và được giữ chặt bằng các đoạn cành cây, với một trong số chúng đóng vai trò như một vật kích hoạt. Khi con vật di chuyển cò, có thể có mồi ở trên hoặc gần nó, đá hoặc khúc gỗ rơi xuống, đè/nghiền nát con vật. Bẫy deadfall hình số 4 là một cái bẫy phổ biến và đơn giản được làm từ vật liệu tìm thấy trong bụi rậm (ba que có khía khoét vào chúng, cộng với một tảng đá nặng hoặc vật nặng khác). Loại bẫy cũng phổ biến và dễ đặt hơn là deadfall Paiute, bao gồm ba cây gậy dài, cộng với một cây gậy ngắn hơn nhiều, cùng với một sợi dây hoặc vật liệu sợi lấy từ bụi cây để kết nối với cây gậy ngắn hơn nhiều (đôi khi được gọi là gậy bắt hoặc gậy kích hoạt) với một trong những chiếc gậy dài hơn, cùng với một tảng đá hoặc vật nặng khác.

### Snare/bẫy thòng lọng
Snare, hay bẫy thòng lọng, sử dụng dây điện (wire) hoặc dây cáp thòng lọng được neo để bắt các loài động vật hoang dã như sóc và thỏ. Ở Mỹ, chúng được sử dụng phổ biến nhất để bắt và kiểm soát những thú có lông (furbearer) dư thừa và đặc biệt là để lấy thức ăn. Chúng cũng được sử dụng rộng rãi bởi những người săn bắn thương mại và sinh hoạt để tiêu thụ và buôn bán thịt rừng ở các vùng rừng châu Phi và ở các nước bán đảo Đông Dương.
Bẫy thòng lọng là một trong những loại bẫy đơn giản và rất hiệu quả. Chúng rẻ để sản xuất và dễ dàng đặt với số lượng lớn. Snare bắt con vật bằng cách thắt/cột gút dây quanh cổ hoặc cơ thể chúng; một cái bẫy bao gồm một thòng lọng thường được làm bằng dây kim loại (wire) hoặc một sợi dây chắc chắn. Snare bị chỉ trích rộng rãi bởi các nhóm phúc lợi động vật vì sự tàn ác của chúng. Những người sử dụng bẫy ở Anh chấp nhận rằng hơn 40% động vật bị bắt trong một số môi trường sẽ là động vật không mục tiêu, mặc dù mức bắt không mục tiêu dao động từ 21% đến 69% tùy thuộc vào môi trường. Tại Hoa Kỳ, đánh bắt không trúng mục tiêu được báo cáo bởi những người sử dụng bẫy ở Michigan là 17 +/- 3%.
Snare được quy định ở nhiều khu vực pháp lý, nhưng là bất hợp pháp ở các khu vực pháp lý khác, chẳng hạn như ở phần lớn châu Âu. Các quy định khác nhau được áp dụng cho bẫy ở những khu vực hợp pháp. Ở Iowa, bẫy bắt buộc phải có 'điểm dừng của hươu' để ngăn bẫy đóng trên mọi nẻo đường. Ở Vương quốc Anh, bẫy phải được 'thả rông' để chúng có thể thả lỏng khi con vật ngừng kéo, do đó cho phép người đánh bẫy quyết định giết con vật hay thả nó. Sau khi tham vấn về các lựa chọn để cấm hoặc điều chỉnh việc sử dụng bẫy, Cơ quan hành pháp Scotland đã công bố một loạt các biện pháp về việc sử dụng bẫy, chẳng hạn như bắt buộc lắp các điểm dừng an toàn, thẻ ID và đánh dấu các khu vực có dấu hiệu snare. Ở một số khu vực pháp lý, cần phải xoay trên bẫy và việc kéo neo (không cố định) bị cấm.

### Hố bẫy
Hố bẫy là những hố sâu được đào xuống đất hoặc xây bằng đá để bẫy động vật. Giống như bẫy lồng, chúng thường được sử dụng để bắt động vật mà không gây hại cho chúng.

### Bẫy lồng (bẫy sống)

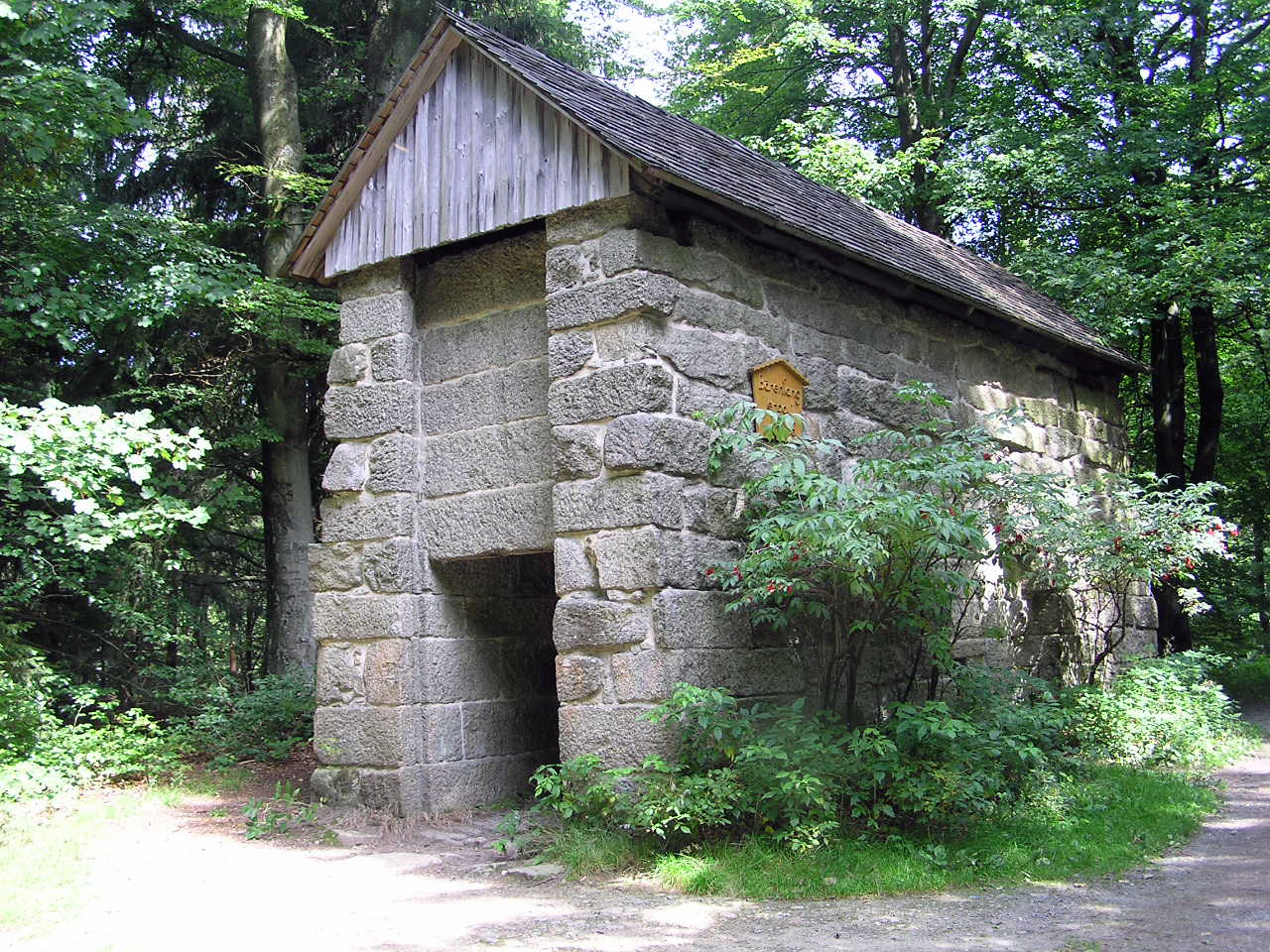
Bẫy gấu ở Großer Waldstein ở Đức

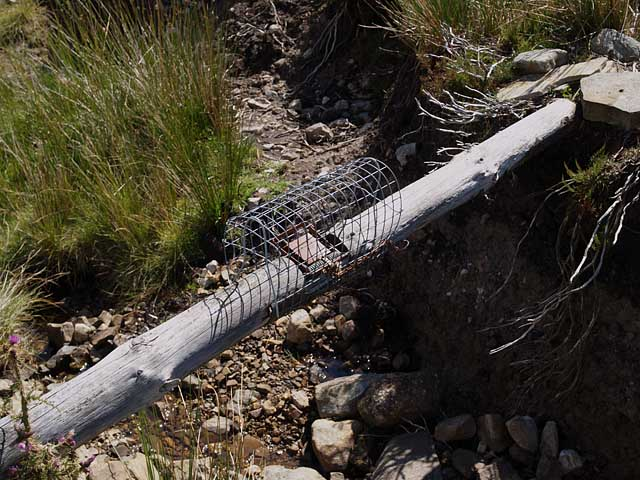
Một cái bẫy lò xo ở Anh đặt trong đường hầm dây điện cho động vật có vú nhỏ

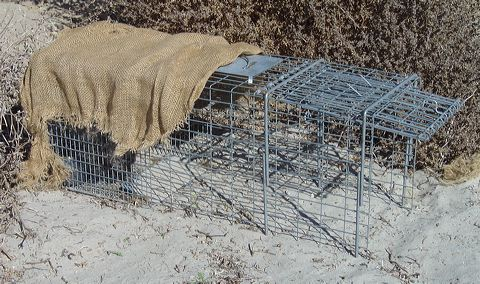
Bẫy sống bằng vải che nắng để bảo vệ động vật khỏi nắng nóng.

Bẫy lồng được thiết kế để bắt động vật sống trong lồng. Chúng thường đặt mồi, đôi khi bằng mồi thức ăn và đôi khi với một con vật sống để "nhử". Mồi thường bao gồm thức ăn cho mèo và cá. Bẫy lồng thường có một bộ kích hoạt nằm ở phía sau lồng làm cho cửa đóng lại; một số bẫy có hai cửa có bộ phận kích hoạt ở giữa lồng làm cho cả hai cửa đóng lại. Ở cả hai loại lồng, việc đóng cửa và cơ cấu khóa rơi xuống sẽ ngăn động vật thoát ra ngoài bằng cách khóa (các) cửa lại.

### Bẫy lồng sóc
Bẫy lồng cửa đôi được cho là có hiệu quả. Với hai cánh cửa mở, con sóc có thể nhìn xuyên qua lỗ mở ở đầu đối diện. Bơ đậu phộng được đặt trong bẫy làm mồi nhử để thu hút sóc. Ở một số vị trí, bẫy có thể được đặt thẳng hàng với tòa nhà, tường hoặc hàng rào (gần dưới một mép của bụi rậm). Bức tường không gây ra mối đe dọa cho con sóc, và bụi cây làm giảm sự tiếp xúc và tầm nhìn của con sóc. Một vùng mù (bằng cách sử dụng vật liệu tự nhiên hoặc bìa cứng) bao quanh phần cuối của bẫy tạo ra một không gian ẩn nấp an toàn và tối hơn gần cò và mồi của bẫy. Ở những nơi không có sẵn bẫy hai cửa, có thể đặt một miếng bìa cứng cố định bằng gạch vào phía sau bẫy.

### Bẫy keo

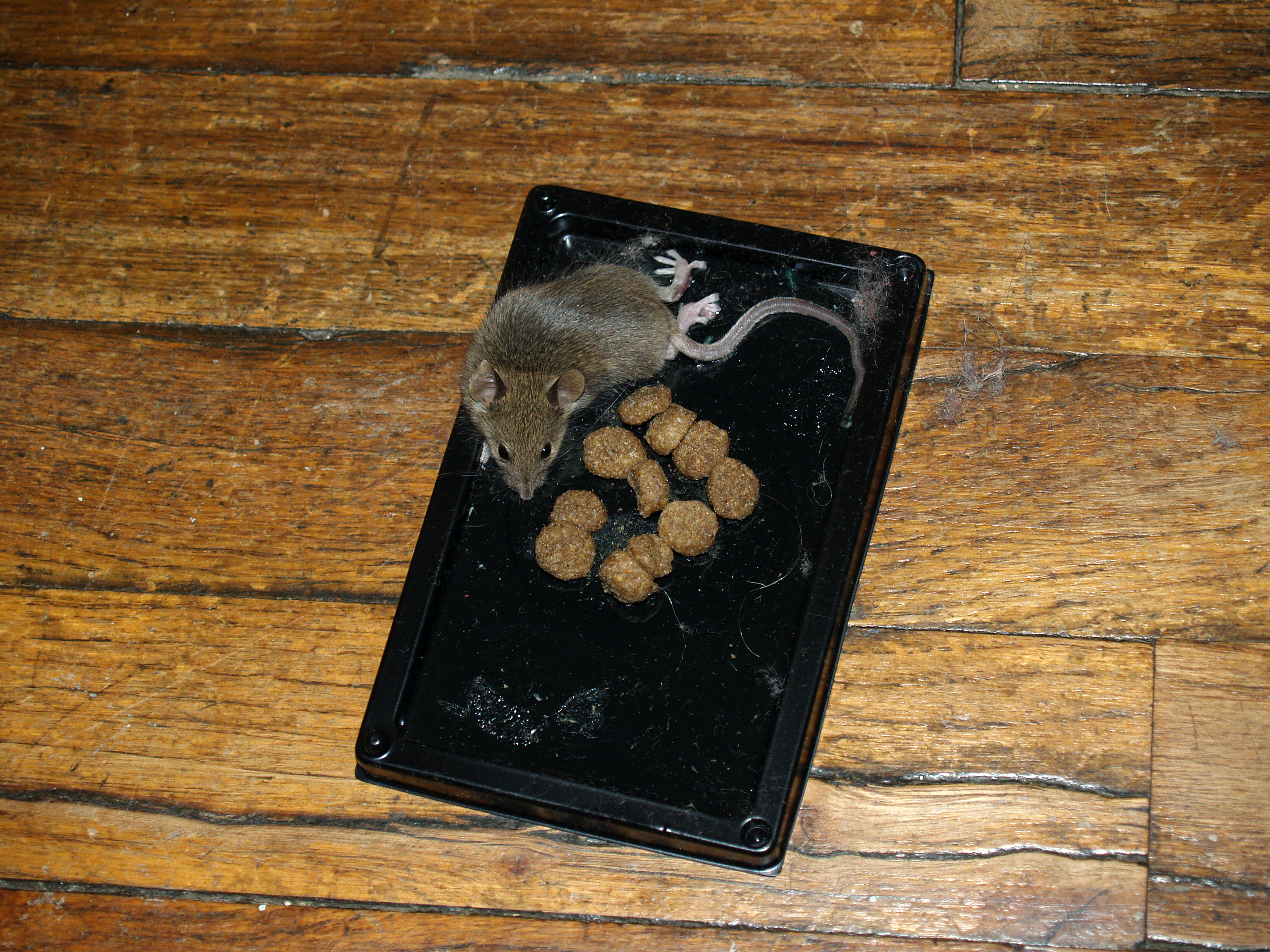
Bẫy keo

Bẫy keo hay bẫy dính được làm bằng cách sử dụng chất kết dính dán lên bìa cứng hoặc vật liệu tương tự. Mồi có thể được đặt ở trung tâm hoặc có thể thêm hương liệu vào chất kết dính; cách khác, bẫy có thể được đặt trong đường đi của động vật. Bẫy ván keo được sử dụng chủ yếu để kiểm soát động vật gặm nhấm và côn trùng trong nhà. Bẫy keo không hiệu quả ở ngoài trời vì điều kiện môi trường (ẩm, bụi) nhanh chóng làm cho keo mất tác dụng.
Động vật trong nhà vô tình bị bắt trong bẫy keo có thể được thả ra bằng cách thoa cẩn thận dầu ăn hoặc dầu trẻ em vào các khu vực tiếp xúc và nhẹ nhàng làm việc cho đến khi con vật được tự do. Nhiều nhóm bảo vệ quyền động vật, chẳng hạn như Hiệp hội Nhân đạo và Bảo vệ Động vật, phản đối việc sử dụng bẫy keo vì sự tàn ác của chúng đối với động vật.

### Các loại bẫy bộ/kết hợp
Nơi đặt bẫy giữ chân hiệu quả nhất là một cái lỗ được đào trên mặt đất với một cái bẫy được đặt ở phía trước. Một chất dẫn dụ được đặt bên trong lỗ. Lỗ của bộ này thường được tạo ra ở phía trước của một số loại đồ vật, nơi các động vật cỡ trung bình như sói đồng cỏ, cáo hoặc linh miêu sẽ sử dụng để chứa thức ăn. Vật thể này có thể là một chùm cỏ cao hơn, một hòn đá, một gốc cây hoặc một số vật thể tự nhiên khác. Bụi bẩn từ lỗ được sàng qua bẫy và dùng mồi nhử xung quanh lỗ.
Một bộ phẳng là một cách sử dụng phổ biến khác của bẫy giữ chân. Nó rất giống với bộ bẫy lỗ đất, chỉ đơn giản là không có lỗ để đào. Chất dẫn dụ được đặt trên đối tượng gần bẫy và một mùi nước tiểu phun vào đối tượng.
Bộ cubby mô phỏng một cái hang trong đó một con vật nhỏ sẽ sống, nhưng có thể được điều chỉnh cho trò chơi lớn hơn. Nó có thể được làm từ nhiều vật liệu khác nhau như đá, khúc gỗ hoặc vỏ cây, nhưng phía sau phải được đóng lại để kiểm soát động vật tiếp cận. Mồi được đặt ở phía sau chỗ kín đáo (cubby).
Bộ nước thường được mô tả như một cái bẫy kẹp cơ thể hoặc snare sao cho hàm bẫy hoặc vòng snare chìm một phần. Bẫy conibear là một loại bẫy được sử dụng trong bẫy nước và cũng có thể được sử dụng trên cạn và được quản lý chặt chẽ. Các quy định khác nhau giữa các khu vực tài phán. Nó thường được sử dụng mà không cần mồi và có bộ kích hoạt dây ở giữa các hàm dây hình vuông, có kích thước nặng. Nó được đặt ở những nơi thường xuyên lui tới của các loài động vật mang lông.